# 帕里
帕里，是匈牙利托尔瑙州所辖的一个村，总面积13.06平方公里，总人口657，人口密度50.3人/平方公里（2010年1月1日）。